# Heise online
heise online oder Heise-Newsticker (auch heise.de) ist eine seit 1996 bestehende Nachrichten-Website der Heise Medien.
Themenschwerpunkt des Nachrichtendienstes sind die Informations- und Telekommunikationstechnik und angrenzende Gebiete, aber auch die gesellschaftlichen Auswirkungen dieser Techniken. Das Angebot ist mit über 22 Millionen Besuchen pro Monat (Stand: April 2019) eine der meistbesuchten deutschsprachigen IT-Nachrichtenseiten. Chefredakteure sind Torsten Beeck und Volker Zota.

## Geschichte und Inhalt
Als erste Website von Heise entstand www.ix.de der iX. Bis Sommer 1996 war www.ix.de statt www.heise.de auch die Website der c’t von Heise. Beide Adressen führten damals zum selben Ziel, einer Homepage mit einem Weblink auf News und Weblinks auf Inhaltsverzeichnisse aktueller Zeitschriften des Verlags. Die News begannen am 17. April 1996 mit einem Artikel aus der c’t. Im Jahr 1999 wurde die Startseite zum Newsticker. Im Jahr 2008 wurde begonnen, ausgesuchte Beiträge in den Fokus der Startseite zu rücken.
Der Heise-Nachrichtenticker hatte in den Monaten Juli bis Oktober 2011 monatlich durchschnittlich 24,9 Millionen Einzelbesuche (davon etwa 3,6 Millionen aus dem Ausland) und etwa 143,3 Millionen Einzelseitenabrufe (gemäß IVW). Die „7-Tage-News“ sind ein Überblick der in den letzten sieben Tagen veröffentlichten „Heise News – Meldungen des Tages“.
Weiterhin werden noch die Onlineauftritte der praxisorientierten Printmedien des Heise-Verlags gebündelt, wie zum Beispiel c’t, iX, Technology Review, c’t Fotografie, Mac & i, Heise Developer, Heise Autos, Heise Security, Heise Netze, Heise open, Heise resale – Magazin für Vermarktung und Wirtschaft, Heise mobil – Magazin für Mobile Endgeräte und Anwendungen, Heisetreff, sowie das Online-Magazin Telepolis.
Die – durch die Vielzahl der von Heise kommenden Internetnutzer verursachte – zeitweilige Nichterreichbarkeit einer in einer Nachrichtenmeldung verlinkten externen Webseite wurde in den 2000er-Jahren analog dem Slashdot-Effekt als Heise-Effekt oder auch Heise-DoS bezeichnet.
Seit 2011 ist Heise Online auch auf YouTube vertreten und produziert Videos als Live-Streams und Podcasts, u. a. in den Reihen c’t uplink, c’t zockt, nachgehac’t und der seit 2016 wöchentlichen #heiseshow. In der 100. #heiseshow im Februar 2018 haben sich die Hauptbeteiligten nach Dienstalter vorgestellt, Zuschauerfragen beantwortet und das Maskottchen Frau Mahlzahn live gezeigt.
Aus der Forum-Community sind auch verschiedene Organisationen hervorgegangen, wie etwa die ehemalige Stop1984.
Am 13. Juni 2024 wurde bekannt gegeben, dass die Firma Heise zur Saison 2024/25 Hauptsponsor von Hannover 96 wird. Der Vertrag wurde über eine Laufzeit von drei Jahren geschlossen, Hannover 96 erhält pro Saison 1,5 Millionen Euro. Alle Mannschaften des Vereins werden mit dem Heise-Logo auf dem Trikot auflaufen.

## heise+
Am 22. Januar 2019 startete heise+ als Ergänzung von Heise Online. Hierbei handelt es sich um ein kostenpflichtiges Abo, das Zugang zu den sechs Zeitschriften c’t, iX, Technology Review, Mac & i, Make und c’t Fotografie sowie exklusive Tests, Kaufberatungen, Analysen, Praxisbeiträge und Hintergrundartikel enthält.
Das bisherige Gratis-Angebot von heise online, insbesondere die Nachrichten, sollen weiterhin frei zugänglich bleiben.
Das Preismodell ist differenziert: Für private Abonnenten mit zwei oder mehr Magazinen ist es im Preis inbegriffen; für Plus-Abonnent von c’t, iX oder Technology Review nur 3 €/Monat; für einfache Magazin-Abonnenten 5 € monatlich und für reine Online-Leser sind es monatlich 12,95 € (Preisanpassung per 07/2021 davor 9,95 €) Ausdrücklich ist heise+ nicht werbefrei, aber die Artikel werden nicht durch Werbebanner unterbrochen.
Nach einem Jahr wurde der Erfolg gemeldet, dass 23.000 neue Abonnenten und 27.000 Mehrfachabonnenten gewonnen werden konnten. Die Teilnehmer von heise+ nutzen nach der Analyse „praktisch an jedem Werktag“ heise+ und verbleiben durchschnittlich 17 Minuten auf heise online.

## Heise Pur
Seit dem 27. Januar 2021 bietet heise.de auch einen werbefreien Zugang als sogenannte Pur-Abo mit weitgehenden Verzicht auf Cookies und schnelleren Ladezeiten durch entfallende werbewirtschaftliche Nutzungsanalysen und Reichweitenmessungen für zusätzliche DNS-Abfragen, TLS-Handshakes und Serverantworten. Wer bereits ein Abo für heise+ oder ein Abo für ein Heise-Magazin besitzt, bezahlt für Pur monatlich 1,95 Euro zusätzlich; andernfalls sind es 4,95 € pro Monat.
Für die acht Sonderangebotsbereiche techstage.de, jobs.heise.de, heise-academy.de, bildung.heise.de, tarifrechner.heise.de, shop.heise.de, spiele.heise.de und business-services.heise.de gilt Pur nicht. Wer diese Bereiche anklickt, wird mit einem Cookie-Werbewirtschaftsauswahlmenü begrüßt.
Die Bereiche, wo Heise Pur aktiv ist, werden für den Benutzer eindeutig mit einem blauen Hinweis „PUR“ oben rechts im Browser gekennzeichnet.
Die Datenschutzkonferenz (DSK) fasste am 29. März 2023 einen Beschluss, demzufolge die Bedingungen der Pur-Abo-Modelle zulässig und vertretbar sind. Der Heise-Verlag begrüßte es „als Hilfestellung für die konkrete Ausgestaltung“ und Prüfmaßstäbe in laufenden Verfahren.

## Urteile zur Forenhaftung
Im Zusammenhang mit der Berichterstattung von Heise online und dem Internetforum sind einige grundlegende Gerichtsentscheidungen ergangen. Sie betrafen unter anderem folgende Rechtsfragen:
- Haftung für Hyperlinks auf eine Software zum Aushebeln von Kopierschutzmechanismen[29]
- Forenhaftung bei Beiträgen von Benutzern[30][31]
- Ausschluss von Teilnehmern bei Internetforen[32]
- Verletzung der Persönlichkeitsrechte bei Link auf ein Foto einer Person (Recht am eigenen Bild)[33]